# Подгорный (Ставропольский край)
Подгорный — хутор в Шпаковском районе (муниципальном округе) Ставропольского края России.

## География
Расстояние до краевого центра: 19 км.
Расстояние до районного центра: 7 км.

## История
До 29 декабря 1998 года хутор входил в Шпаковский сельсовет.
29 декабря 1998 года Законом Ставропольского края был «Упразднён Шпаковский сельсовет Шпаковского района в связи с преобразованием центра района села в город районного подчинения — город Михайловск. Сельские населенные пункты — хутора: Балки, Кожевников, Подгорный, входившие в состав Шпаковского сельсовета, переданы в административное подчинение городу Михайловску без изменения их статуса».
До 16 марта 2020 года хутор входил в упразднённое городское поселение Город Михайловск.

## Население
| 1925 | 1926 | 1989 | 2002 | 2010 | 2013 | 2014 |
| ---- | ---- | ---- | ---- | ---- | ---- | ---- |
| 140  | ↗146 | ↘124 | ↗140 | ↗192 | →192 | ↗200 |

Национальный состав
По данным переписи 2002 года, 90 % населения — русские.